# تجارة العبيد الأفارقة

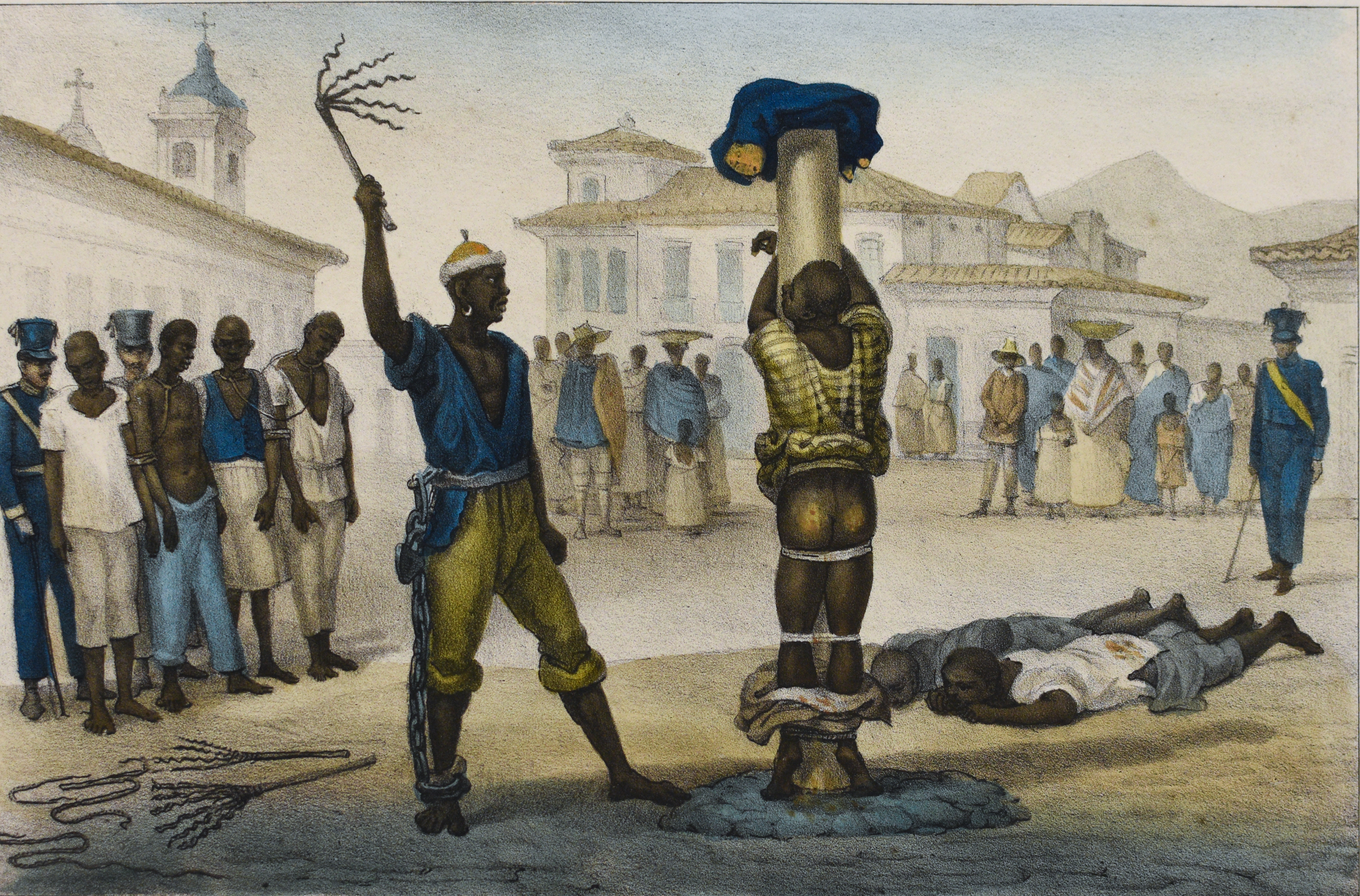
معاقبة أحد العبيد

تجارة الرقيق في اٍفريقيا موجودة منذ الآف السنين. الطريق الرئيسي الأول مر عبر الصحراء، مربوط بتجارة الرقيق عند العرب. بعد عصر الاستكشاف، أصبح العبيد الأفارقة جزء من تجارة الرقيق عبر الأطلسي، من هنا تأتي فكرة الغرب حول العبودية كنظام اٍجتماعي لأحفاد العبيد وغير مالكي العبيد الأفارقة. رغم كونها غير شرعية، تجارة الرق ما زالت مستمرة في بعض الأجزاء من العالم، بما في ذلك إفريقيا.
يُمارس الاستعباد في إفريقيا التاريخية بأشكال مختلفة: استعباد الديون، واستعباد أسرى الحرب، والعبودية العسكرية، والعبودية لأغراض الدعارة، والعبودية الإجرامية كلها تمارس في أجزاء مختلفة من إفريقيا. كان الاستعباد للأغراض المحلية والمحاكم واسع الانتشار في جميع أنحاء إفريقيا. كما حدثت العبودية في المزارع بشكل أساسي على الساحل الشرقي لإفريقيا وفي أجزاء من غرب إفريقيا. ازدادت أهمية العبودية في المزارع المحلية خلال القرن التاسع عشر بسبب إلغاء تجارة الرقيق في المحيط الأطلسي. أعادت العديد من الدول الإفريقية التي تعتمد على تجارة الرقيق الدولية توجيه اقتصاداتها نحو التجارة المشروعة التي تعمل من خلال عمل العبيد.

## أشكال العبودية
توجد أشكال متعددة من الاستعباد والعبودية على مدار التاريخ الإفريقي وشكلتها ممارسات العبودية الأصلية وكذلك مؤسسة العبودية الرومانية (والآراء المسيحية اللاحقة حول العبودية)، ومؤسسات العبودية الإسلامية عبر تجارة الرقيق العربية، وأخيرًا تجارة الرقيق في المحيط الأطلسي. كان الاستعباد جزءًا من الهيكل الاقتصادي للمجتمعات الإفريقية لعدة قرون، على الرغم من تباين المدى. يروي ابن بطوطة، الذي زار مملكة مالي القديمة في منتصف القرن الرابع عشر، أن السكان المحليين يتنافسون مع بعضهم البعض في عدد العبيد والخدم الذين لديهم، وقد حصل هو نفسه على ولد عبد «كهدية ضيافة». في إفريقيا جنوب الصحراء الكبرى، كانت علاقات العبيد في كثير من الأحيان معقدة بطبيعتها ولكن غالبًا ما استفاد في كثير من الأحيان المُستعبِدين، مع فرض حقوق وحريات للأفراد المقيدين في الاستعباد والقيود المفروضة على البيع والمعاملة من قبل أسيادهم. كان للعديد من المجتمعات تسلسل هرمي بين أنواع مختلفة من العبيد: على سبيل المثال، كان التمييز بين أشكال العبودية في إفريقيا يرتبط ارتباطًا وثيقًا بهياكل القرابة. في العديد من المجتمعات الإفريقية، حيث لا يمكن امتلاك الأرض، استخدم استعباد الأفراد كوسيلة لزيادة التأثير الذي يتمتع به الشخص وتوسيع نطاق صِلاته. جعل هذا العبيد جزءًا دائمًا من نسب السيد ويمكن لأطفال العبيد أن يصبحوا على صلة وثيقة بالروابط العائلية الأكبر. يمكن دمج أطفال العبيد المولودين لعائلات في مجموعة القرابة لسيدهم والارتقاء إلى مناصب بارزة في المجتمع، حتى منصب الرئيس في بعض الحالات. ومع ذلك، ظلت وصمة العار مرتبطة في كثير من الأحيان، ويمكن أن يكون هناك انفصال صارم بين أعضاء العبيد في مجموعة القرابة وتلك المرتبطة بالسيد. أولئك الذين ولدوا في العبودية وأولئك الذين تم أسرهم من خلال الحرب.

### عبودية الاسترقاق
عبودية الاسترقاق هي علاقة استعباد محددة حيث يتم معاملة العبد على أنه ملك للمالك. على هذا النحو، فإن المالك حر في بيع العبد أو المتاجرة به أو معاملته كما يفعل مع غيره من الممتلكات وغالبًا ما يتم الاحتفاظ بأبناء العبد على أنهم ملك للسيد. هناك أدلة على تاريخ طويل من عبودية الاسترقاق في وادي نهر النيل وشمال إفريقيا، لكن الأدلة غير مكتملة حول مدى ممارسات عبودية الاسترقاق عبر معظم أنحاء القارة قبل السجلات المكتوبة من قبل التجار العرب أو الأوروبيين.

### الخدمة المنزلية
تدور العديد من علاقات العبيد في إفريقيا حول العبودية المحلية، حيث كان العبيد يعملون بشكل أساسي في منزل السيد لكنهم يحتفظون ببعض الحريات. يمكن اعتبار العبيد المنزليين جزءًا من عائلة السيد ولن يتم بيعهم للآخرين دون سبب مُلح يستدعي ذلك. يمكن للعبيد امتلاك الأرباح من عملهم (سواء في الأرض أو في المنتجات)، ويمكن أن يتزوجوا ويورثوا الأرض إلى أطفالهم في كثير من الحالات.

### عبودية الرهونات
الرهونات، أو عبودية الديون، تنطوي على استخدام الناس كضمان لتأمين سداد الديون. تُنفذ العمالة بالسُخرة من قبل المدين، أو أحد أقارب المدين (عادة ما يكون طفلًا). كانت الرهونات شكلًا شائعًا من الضمانات في غرب إفريقيا. إنها تنطوي على تعهد شخص أو فرد من أسرة ذلك الشخص، بخدمة شخص آخر قدم الدين. كان الرهن متعلقًا بالعبودية في معظم المفاهيم، وإن كان مختلفًا عنها، لأن هذا الترتيب يمكن أن يشمل شروط خدمة محدودة ومحددة، ولأن روابط القرابة ستحمي الشخص من بيعه إلى عبودية. كانت ممارسة عبودية الدين شائعة في جميع أنحاء غرب إفريقيا قبل الاتصال الأوروبي، بما في ذلك بين شعب أكان وشعب الإوي وشعب الجا وشعب اليوروبا وشعب إيدو.

### العبودية العسكرية
تضمنت العبودية العسكرية استملاك وتدريب الوحدات العسكرية المجنّدة التي ستحتفظ بهوية العبيد العسكريين حتى بعد خدمتهم. تُدار مجموعات العبيد المجندين بواسطة راعي، يمكن أن يكون رئيسًا لحكومة أو أحد أمراء الحرب المستقلين، ويرسل قواته مقابل المال ومصالحه السياسية الخاصة.
كان هذا هو الأهم في وادي النيل (في السودان وأوغندا في المقام الأول)، بالإضافة إلى وحدات عسكرية تابعة للرقيق نظمتها السلطات الإسلامية المختلفة، وقادة الحرب في غرب إفريقيا. تشكلت الوحدات العسكرية في السودان في القرن التاسع عشر من خلال غارات عسكرية واسعة النطاق في المنطقة التي هي حاليًا دول السودان وجنوب السودان.
علاوة على ذلك، هناك عدد كبير من الرجال الذين ولدوا بين عامي 1800 و1849 في مناطق غرب إفريقيا (اليوم غانا وبوركينا فاسو) واختطفوا كعبيد للخدمة في جيش إندونيسيا الهولندية. ومن المثير للاهتمام، كان الجنود في المتوسط أطول 3 سنتيمتر من سكان غرب إفريقيا. علاوة على ذلك، أظهرت البيانات أن سكان غرب إفريقيا كانوا أقصر من سكان شمال أوروبا ولكنهم كانوا مساويين تقريبًا لسكان أوروبا الجنوبية. كان هذا مرتبطًا بشكل أساسي بجودة التغذية والرعاية الصحية.

### عبودية القرابين
كانت التضحية البشرية شائعة في دول غرب إفريقيا حتى القرن التاسع عشر وخلاله. على الرغم من أن الأدلة الأثرية ليست واضحة بشأن هذه القضية قبل الفتح الأوروبي، في تلك المجتمعات التي مارست التضحية البشرية، أصبح العبيد أبرز الضحايا.
كانت العادات السنوية للداهومي هي المثال الأكثر شهرة للتضحيات البشرية بالعبيد، حيث ضحَّوا بـ 500 سجين. نُفذَت عمليات التضحية على طول ساحل غرب إفريقيا وداخلها. كانت التضحيات شائعة في إمبراطورية بنين وفيما يعرف الآن بغانا وفي الدول المستقلة الصغيرة فيما يعرف الآن بجنوب نيجيريا. في منطقة أشانتي، كانت التضحية البشرية تقترن غالبًا بعقوبة الإعدام.

### تجارة الرقيق المحلية
شاركت العديد من الدول مثل أشانتي في غانا الحالية ويوروبا في نيجيريا الحالية في تجارة الرقيق. عملت مجموعات مثل إمبان جالا في أنجولا ونيامويزي في تنزانيا كوسطاء أو عصابات متنقلة، تشن حربًا على الدول الإفريقية للقبض على الناس لتصديرهم كعبيد. قدم المؤرخان جون ثورنتون وليندا هيوود تقديرًا للأفارقة الذين أسروا ثم بيعوا للأوروبيين بحوالي 90% من أولئك الذين تم شحنهم في تجارة الرقيق في المحيط الأطلسي. وصرح هنري لويس غيتس، رئيس الدراسات الإفريقية والأميركية بجامعة هارفارد، أنه «بدون شراكات تجارية معقدة بين النخب الإفريقية والتجار الأوروبيين والوكلاء التجاريين، فإن تجارة الرقيق إلى العالم الجديد كانت مستحيلة، على الأقل على النطاق التي حدثت فيه.» تنحدر مجموعة بوبي العرقية بأكملها من عبيد القبائل الهاربين الذين تملكهم مختلف المجموعات العرقية القديمة في غرب ووسط إفريقيا.